# Ставрове
Ста́врове — село Окнянської селищної громади Подільського району Одеської області України. Населення становить 1181 осіб.

## Історія
Перша згадка відноситься до 1780 року. Засноване османами 1784 на землях історичної турецької землі Єдісан. 1886 збудовано храм святого Миколая.
З 1917 р. — у складі УНР. З березня 1918 влада Гетьмана Павла Скоропадського. З 1921 р. — стабільний комуністичний режим, який в 1925 р. включив село до складу Молдавської Автономної Радянської Соціалістичної Республіки Української Соціалістичної Радянської Республіки.
Під час організованого радянською владою Голодомору 1932—1933 років померло щонайменше 3 жителі села.
З серпня 1941 р. — у складі провінції Трансністрія Румунського королівства. У селі відновлено православне життя, хрещені люди, законно вінчані подружжя. З 1944 р. — відновлення сталінського режиму. В 1983 р. комуністи розвалили Миколаївський храм.
З 1991 р. — у незалежній Україні.
У ніч на 30 січня 2015 р. у селі на честь 97-ї річниці битви під Крутами завалено пам'ятник російському терористу Володимиру Леніну.
Колишній орган місцевого самоуправління — Ставрівська сільська рада.
12 червня 2020 року, відповідно до Розпорядження Кабінету Міністрів України від № 724-р «Про визначення адміністративних центрів та затвердження територій територіальних громад Одеської області», увійшло до складу Окнянської селищної громади.
19 липня 2020 року, в результаті адміністративно-територіальної реформи і ліквідації Окнянського району, село увійшло до складу новоутвореного Подільського району.

## Населення
Згідно з переписом УРСР 1989 року, чисельність наявного населення села становила 1299 осіб, з яких 563 чоловіки та 736 жінок.
За переписом населення України 2001 року, у селі мешкало 1178 осіб.

### Мова
Розподіл населення за рідною мовою за даними перепису 2001 року:
| Мова       | Відсоток |
| ---------- | -------- |
| Українська | 91,53 %  |
| російська  | 4,49 %   |
| румунська  | 3,81 %   |
| Білоруська | 0,08 %   |
| Гагаузька  | 0,08 %   |

## Відомі люди
- Кессельбреннер Гаврило Леонідович[ru] — радянський історик та сходознавець.

## Релігія
Крім православних, які мають храм і священика РПЦ Дмитра Аршинова (тимчасово направленого), у селі діє помітна громада баптистів — християн Віри Євангельської. Не маючи власної організації проводять ритуальні збори в Подільську.